# Pasta del Capitano

Logo dei prodotti «Pasta del Capitano».

Pasta del Capitano è un marchio di una linea di prodotti per l'igiene orale prodotti dall'azienda milanese Farmaceutici Dott. Ciccarelli e distribuiti in tutto il mondo. Il marchio è stato introdotto sul mercato nel 1905, ed attualmente produce dentifrici, spazzolini, collutori, gomme da masticare, sistemi sbiancanti ed altri prodotti per l'igiene dentale. La formula del dentifricio è stata inventata dal dottor Clemente Ciccarelli, originario di Cupra Marittima, città delle Marche in provincia di Ascoli Piceno: proprio lui è l'uomo che compare sul logo del marchio.
A partire dal 1963, la pubblicità televisiva del marchio fu affidata allo stesso Nicola Ciccarelli, figlio del dottor Clemente Ciccarelli, all'epoca direttore dell'azienda, che interveniva direttamente nei carosello che reclamizzavano il dentifricio, affiancando Carlo Dapporto e Georgia Moll, e concludendo gli spot con la frase "Non esageriamo! La “Pasta del Capitano” è un buon dentifricio, anzi ottimo, ma non miracoloso!", smorzando il generale entusiasmo degli spot di quel periodo.